# Writing Stories
Writing Stories is een nummer van de Nederlandse band Miss Montreal uit 2017. Het is de eerste single van hun zesde studioalbum Again.
Het nummer werd een klein radiohitje in Nederland. Het haalde de 4e positie in de Tipparade.